# Gante-Wevelgem de 2017
A 79.ª edição da clássica ciclista Gante-Wevelgem (nome oficial em inglês: Gent-Wevelgem in Flanders Fields), celebrou-se na Bélgica a 26 de março de 2017 sobre um percurso de 249,2 km.
A corrida fez parte do UCI WorldTour de 2017, calendário ciclístico de máximo nível mundial, sendo a décimo segunda corrida de dito circuito.
A corrida foi vencida pelo corredor belga Greg Van Avermaet da equipa BMC Racing, em segundo lugar Jens Keukeleire (Orica-Scott) e em terceiro lugar Peter Sagan (Bora-Hansgrohe).

## Percorrido
A Gante-Wevelgem dispôs de um percurso total de 249,2 quilómetros com 10 cotas, no entanto, mantendo seu mesmo percurso, esta corrida faz parte do calendário de clássicas de pavé onde os primeiros 140 km não têm muita dificuldade. Os últimos 100 km concentraram 10 subidas, onde se destacava os muros do Baneberg e o Kemmelberg, antes de dirigir à meta em Wevelgem num curso completamente plana.
| Número | Nome                  | Km    |
| ------ | --------------------- | ----- |
| 1      | Catsberg              | 135,6 |
| 2      | Kokereelberg          | 139,1 |
| 3      | Vert Mont             | 141,4 |
| 4      | Côte du Ravel Put     | 143,7 |
| 5      | Côte da Blanchisserie | 148,9 |
| 6      | Baneberg              | 166,5 |
| 7      | Kemmelberg            | 174,5 |
| 8      | Monteberg             | 178,5 |
| 9      | Baneberg              | 210,3 |
| 10     | Kemmelberg            | 214,9 |

## Equipas participantes
Tomaram parte na corrida 25 equipas: 18 de categoria UCI WorldTour de 2017 convidados pela organização; 7 de categoria Profissional Continental. Formando assim um pelotão de 200 ciclistas dos que acabaram 115. As equipas participantes foram:
| Equipes WorldTeam (18)- Bora-Hansgrohe - Quick-Step Floors - Lotto-Soudal - BMC Racing Team - AG2R La Mondiale - Astana - Bahrain-Merida - Cannondale-Drapac - FDJ - Movistar Team - Orica-Scott - Dimension Data - Katusha-Alpecin - Lotto NL-Jumbo - Sky - Team Sunweb - Trek-Segafredo - UAE Team Emirates Equipes profissionais Continentais (7)- Sport Vlaanderen-Baloise - Wanty-Groupe Gobert - Verandas Willems-Crelan - Cofidis, Solutions Crédits - WB-Veranclassic-Aqua Protect - Israel Cycling Academy - Roompot-Nederlandse Loterij |
| |

## Classificações finais
- As classificações finalizaram da seguinte forma:[7]

### Classificação geral
| \| Classificação geral \| Classificação geral \| Classificação geral \| Classificação geral \| Classificação geral \| \| Ciclista \| Ciclista \| Equipe \| Tempo \| \| \| ------------------- \| ------------------- \| ------------------- \| ------------------- \| ------------------- \| \| 1. \| Greg Van Avermaet \| BMC Racing Team \| 5h39m05s \| \| \| 2. \| Jens Keukeleire \| Orica-Scott \| + 0s \| \| \| 3. \| Peter Sagan \| Bora-Hansgrohe \| + 6s \| \| \| 4. \| Niki Terpstra \| Quick-Step Floors \| + 6s \| \| \| 5. \| John Degenkolb \| Trek-Segafredo \| + 6s \| \| \| 6. \| Tom Boonen \| Quick-Step Floors \| + 6s \| \| \| 7. \| Jens Debusschere \| Lotto-Soudal \| + 6s \| \| \| 8. \| Michael Matthews \| Team Sunweb \| + 6s \| \| \| 9. \| Fernando Gaviria \| Quick-Step Floors \| + 6s \| \| \| 10. \| Sacha Modolo \| UAE Team Emirates \| + 6s \| \| |                   |                   |          |
| |                   |                   |          |
| Fonte: ProCyclingStats |                   |                   |          |
| Classificação geral |                   |                   |          |
| Ciclista | Ciclista          | Equipe            | Tempo    |
| 1. | Greg Van Avermaet | BMC Racing Team   | 5h39m05s |
| 2. | Jens Keukeleire   | Orica-Scott       | + 0s     |
| 3. | Peter Sagan       | Bora-Hansgrohe    | + 6s     |
| 4. | Niki Terpstra     | Quick-Step Floors | + 6s     |
| 5. | John Degenkolb    | Trek-Segafredo    | + 6s     |
| 6. | Tom Boonen        | Quick-Step Floors | + 6s     |
| 7. | Jens Debusschere  | Lotto-Soudal      | + 6s     |
| 8. | Michael Matthews  | Team Sunweb       | + 6s     |
| 9. | Fernando Gaviria  | Quick-Step Floors | + 6s     |
| 10. | Sacha Modolo      | UAE Team Emirates | + 6s     |

## UCI World Ranking
A Gante-Wevelgem outorga pontos para o UCI WorldTour de 2017 e o UCI World Ranking, este último para corredores das equipas nas categorias UCI ProTeam, Profissional Continental e Equipas Continentais. As seguintes tabelas são o barómetro de pontuação e os corredores que obtiveram pontos:
| Posição   | 1.º | 2.º | 3.º | 4.º | 5.º | 6.º | 7.º | 8.º | 9.º | 10.º |
| Pontuação | 500 | 400 | 325 | 275 | 225 | 175 | 150 | 125 | 100 | 85   |

| 1.º  | Greg Van Avermaet | BMC Racing        | 500 |
| 2.º  | Jens Keukeleire   | Orica-Scott       | 400 |
| 3.º  | Peter Sagan       | Bora-Hansgrohe    | 325 |
| 4.º  | Niki Terpstra     | Quick-Step Floors | 275 |
| 5.º  | John Degenkolb    | Trek-Segafredo    | 225 |
| 6.º  | Tom Boonen        | Quick-Step Floors | 175 |
| 7.º  | Jens Debusschere  | Lotto Soudal      | 150 |
| 8.º  | Michael Matthews  | Sunweb            | 125 |
| 9.º  | Fernando Gaviria  | Quick-Step Floors | 100 |
| 10.º | Sacha Modolo      | UAE Emirates      | 85  |